# جوناثان دالي
جوناثان دالي (بالإنجليزية: Jonathan Daly)‏ هو ممثل أمريكي، ولد في 14 يناير 1942 في شيكاغو في الولايات المتحدة.

## وصلات خارجية
- جوناثان دالي على موقع IMDb (الإنجليزية)
- جوناثان دالي على موقع تيرنر كلاسيك موفيز (الإنجليزية)
- جوناثان دالي على موقع قاعدة بيانات الفيلم (الإنجليزية)